# Lamellocossus
Lamellocossus is een geslacht van vlinders van de familie houtboorders (Cossidae).

## Soorten
- L. gobiana Daniel, 1970
- L. transaltaica Daniel, 1970